# NGC 262

## Інтернет-ресурси
- Порівняння найбільших об'єктів у Всесвіті